# Icteranthidium croceum
Icteranthidium croceum är en biart som först beskrevs av Morawitz 1878.  Icteranthidium croceum ingår i släktet Icteranthidium och familjen buksamlarbin. Inga underarter finns listade i Catalogue of Life.